# Бома
Бома (на френски: Boma) е пристанищен град в Централно Конго е транспортен възел на река Конго. В миналото Бома е бил ентрепот и поради търговската си важност от 1 май 1886 до 1926 е столица на Белгийско Конго (днешната Демократична република Конго, ДРК). През 1926 столицата е преместена в Леополдвил (фр.: Léopoldville, по-късно преименуван на Киншаса). Градът е център на износ на тропическа дървесина – махагон, червен кедър, орех и бук, а освен това изнася банани, какао и палмови продукти. От последното преброяване през 2009 населението е 527 725.

## История
Името Бома означава малко укрепление на един от многобройните езици банту, киконго. Градът е основан от португалски търговци през 16 век като ентрепот обслужващ търговията с няколко европейски страни, но става особено важен като център за търговия с роби. Една от най-старите исторически постройки в града е катедралата Нотр-дам де’л асомсион (Успение на св. Богородица), изработена на части в Белгия на 2 септември 1886 и докарана на местонахождението си на 21 септември 1889. През 1916 Бома е център на военен гарнизон.

## Транспорт
Бома лежи на северния бряг на река Конго, 100 km нагоре по течението от устието на реката в Атлантическия океан при Моанда. Голямата ширина и дълбочина на реката позволяват на морски кораби да достигнат града, което го прави основно пристанище на ДРК. От 1889 до 1984 Бома е начална гара на железопътната линия Майомбе с последна гара Тшела (родно място на Жозеф Касавубу). Железницата е била теснолинейка с ширина 610 мм. Гарата е разрушена е от режима на Мобуту Сесе Секо и е линията е пренесена в Екваториалната провинция през 1984 макар там да не е била от особена полза.)

## Личности
- Антоан-Роже Боламба (1913 – 2002), политик и поет.[3]
- М’Понго Лав (Алфриде М’Понго Ланду, 1956 – 1990), певица, една от двете най-известни дами на конгоанската естрада.[4]

## Галерия
- Форт Шинкакаса
- Най-старата катедрала в Конго – Успение на св. Богородица
- Резиденцията на генерал-губернатора на Бома